# Толстопятов Микола Валерійович
Микола Валерійович Толстопятов (рос. Никола́й Вале́рьевич Толстопя́тов, нар. 12 травня 2002, Євпаторія, Україна) — російський футболіст, центральний захисник московського «Спартака».
На правах оренди грає в клубі «Нижній Новгород».

## Ігрова кар'єра
Микола Тостопятов починав займатися футболом у ДЮСШ свого рідного міста Євпаторія. У 2018 році він перебрався до Москви, де продовжив грати в молодіжній команді столичного «Спартака». Разом з молодіжною командою Толстопятов став срібним призером Молодіжної першості Росії сезону 2018/19.
З 2021 року футболіст почав залучатися до першої команди клубу. Але пробитися до основи одразу Микола не зумів і сезон провів, граючи у складі «Спартак-2» у ФНЛ. У липні 2022 року захисник на правах оренди приєднався до клубу Першої ліги КАМАЗ, у складі якого провів 25 матчів.
По закінченню сезона Толстопятов повернувся до «Спартака» але вже в липні 2023 року знову відправився в оренду. Цього разу його клубом став «Нижній Новгород». Першу гру в Прем'єр-лізі захисник провів 26 серпня 2023 року, коли вийшов на заміну в кінці матчу проти «Ростова».

## Досягнення
Спартак (Москва)
- Срібний призер молодіжної першості Росії: 2018/19